# JeanJass
Pour les articles homonymes, voir Ramdani.
 (juin 2018).
JeanJass, de son vrai nom Jassim Jean Ramdani, est un rappeur et beatmaker belge d'origine belgo-marocaine, né le 10 mai 1988 à Charleroi. Il est principalement connu pour ses multiples collaborations avec le rappeur hispano-belge Caballero.

## Biographie

### Enfance et débuts de carrière

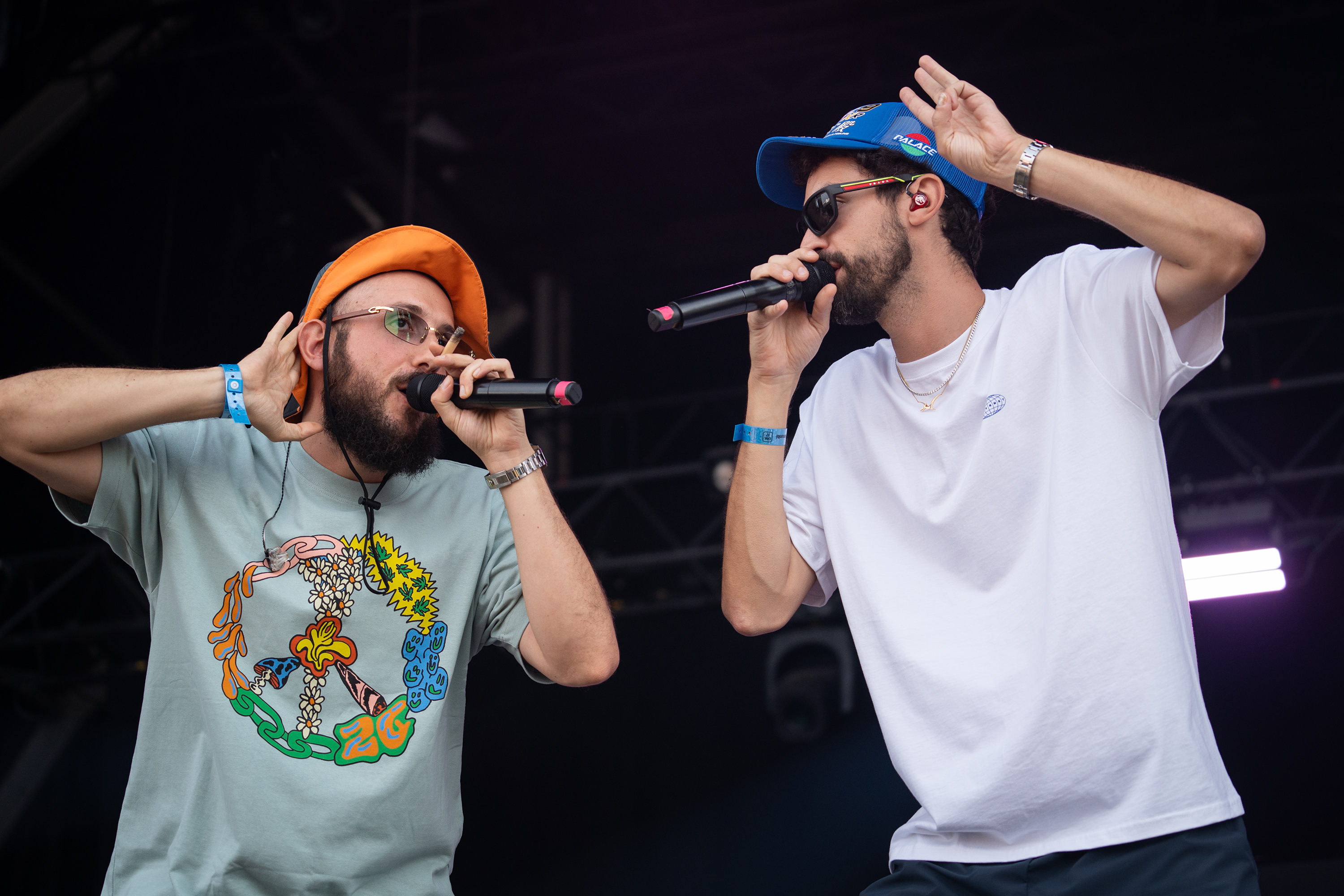
Caballero et JeanJass, Fête de l'Humanité 2023.

Né le 10 mai 1988 d'un père marocain et d'une mère belge. Jassim Ramdani a grandi à Charleroi, en Région wallonne. Il fait aujourd'hui encore partie du groupe Exodarap, et du duo Caballero et JeanJass, composé de lui-même et de Caballero, un rappeur belge d'origine espagnole. JeanJass fait partie de la nouvelle vague du rap belge des années 2010 dans la même lancée que Roméo Elvis, Damso, Hamza ou encore Krisy.
Actif depuis 2009, il sort trois projets avec son groupe Exodarap : Concept Paradoxe en 2009, Exodarap L.P. en 2012 et L'Exode en 2013. En duo avec le beatmaker Le Seize, il sort l'album Jean XVI en 2014. La même année, JeanJass réalise son premier projet solo Goldman. En collaboration avec Caballero, l'artiste sort en 2016 Double Hélice, Double Hélice 2 en 2017, et Double Hélice 3 le 1er juin 2018. En 2021, un double album solo intitulé OSO / Hat Trick contenant respectivement 19 morceaux de Caballero et 18 de JeanJass sort. Il est annoncé par la sortie de plusieurs singles sur leur chaîne Youtube et est marqué par l’absence de collaboration entre les deux artistes. Fin 2021, il sort un EP avec son ami Caballero à exemplaires très limités uniquement disponibles en vinyle. Cet EP a pour but de redonner vie au style de rap de leurs débuts notamment grâce au featuring avec Le Seize ou encore Benjamin Epps. De plus, Jeanjass sort un featuring debut 2022 avec Akhenaton.
Dans son émission High & Fines Herbes, présentée depuis 2017 avec Caballero sur YouTube et produite par Back in the Dayz, JeanJass allie gastronomie et cannabis. En 2018, Caballero et JeanJass décident de continuer l’émission High & Fines Herbes, désormais produite par Vice Media et tournée à Barcelone, ville dont est originaire Caballero et où la consommation de cannabis est dépénalisée. Une mixtape éponyme est annoncée lors de la sortie de la troisième saison en 2020 en featuring avec tous les artistes ayant participé à l’émission mais également des collaborations d’artistes extérieurs comme avec Bigflo&Oli ou Lorenzo. Cette dernière saison permet de faire connaître à plus grande échelle Slimka et Di-Meh, deux rappeurs suisses amis du duo, Luv Resval, rappeur originaire de Cambrai et Youv Dee, rappeur originaire du Val d’Oise.

## Discographie

### Singles
- 2014 : Pas ton problème
- 2014 : NPQ
- 2014 : Mes Jambes
- 2015 : JJnédit
- 2015 : JJnédit 2
- 2016 : Les yeux fermés (feat. Lomepal & Caballero)
- 2018 : Chef (avec Caballero)
- 2018 : Tu connais pas (avec Caballero)
- 2018 : Toujours les mêmes (avec Caballero feat. Krisy)
- 2019 : Clonez-moi (avec Caballero)
- 2019 : Dégueulasse (avec Caballero)
- 2019 : L'Amérique (avec Caballero)
- 2019 : La paire (avec Caballero)
- 2019 : Challenge (avec Caballero)
- 2020 : Un Cadeau (avec Caballero, feat. Roméo Elvis, Slimka)
- 2020 : Demain (avec Caballero)
- 2021 : Qu'est-ce qui m'arrive
- 2021 : Ovni
- 2021 : GOJJ
- 2021 : 2x GOAT (avec Caballero)

### Apparitions
- 2012 : Qu'est ce que tu nous proposes ? (feat. Ysha, Alpha Wann sur l'album Laisse-nous faire Vol.1 de Caballero)
- 2013 : Le Singe Fume Sa Cigarette (feat. Nekfeu, Alpha Wann, Walter, Kéroué, Seven, Ysha & Senamo, sur la mixtape Le Singe Fume Sa Cigarette de Caballero, Lomepal et Hologram Lo')
- 2013 : Nouvelle donne (feat. Caballero & Seven, sur l'album Des lendemains sans nuages de Senamo)
- 2013 : La fête est finie (feat. Alpha Wann, Caballero, Georgio, Lomepal, etc., sur la mixtape La Folie des Glandeurs de 2Fingz)
- 2013 : La Limite (feat. Seven, El Martino, Loo-MC, Max Sens, Rap'as, Nowar, Caballero sur l'EP Les Cieux en face des trous de Tonino)
- 2013 : À ce soir (feat. Vidjii & L'Essayiste, sur la mixtape Cette foutue perle de Lomepal)
- 2013 : Oh No (feat. S.kaa, Akro, Seven, Lanceflow, Tar-One, L'Hexaler sur l'album Connection d'Aral & Sauzé)
- 2013 : Profondeurs (sur l'album Laisse-nous faire Vol.1 de Caballero)
- 2013 : Il suffit (feat. Ysha sur l'album Laisse-nous faire Vol.1 de Caballero)
- 2014 : Vivre en Enfer (feat. Caballero, Raf & Seyté, sur l'album The Butcher Boy de Phalo Pantoja)
- 2014 : À reculons (sur la mixtape Oracle de Patee Gee)
- 2014 : Qu'est c'que tu dis d'ça (feat. Caballero, Tonino, Seyté sur la mixtape Rudimentaire de JCR)
- 2014 : Fait pour ça (sur l'EP On verra plus tard de Fixpen Sill)
- 2014 : Derrière les masques (feat. Caballero & Seven, sur la mixtape Ces Gars: Derrière les masques de Ysha)
- 2014 : Magiciens (feat. Le Seize sur l'album Pont de la reine de Caballero)
- 2014 : François Pignon (sur la mixtape Famille Nombreuse de Roméo Elvis)
- 2015 : Replay (feat. Lomepal, Human, 10vers, Mc Beam sur l'album Entre Parenthèses (double album) de Sentin'l)
- 2015 : Le Radeau (sur l'EP Trois lettres en minuscules de Céo)
- 2015 : Freestyle AB (feat. Youssef Swatt's, Neshga, Caballero, Convok sur le single de La Smala)
- 2015 : Ail & fines herbes (feat. RAF sur l'album Les Fleurs de Limsa de Limsa)
- 2015 : Mind Breaks (sur la compilation Mind Breaks d'Eskondo)
- 2016 : Chill & Ride (avec Caballero, sur la mixtape Double infini de Seven)
- 2016 : Disconnect (sur la mixtape Double infini de Seven)
- 2016 : Freestyle All Shart 2 (feat. Seven, Roméo Elvis, Caballero, Lacraps, etc., sur la mixtape Trois fois rien de Senamo, Seyté & Mani Deïz)
- 2016 : Tueurs du brabant (sur l'album Wézézagoa de F.L.O)
- 2016 : Coupe le steak (sur la mixtape Phasmixtape vol. 1 de Phasm)
- 2017 : Alzhmr (sur la mixtape MiseAJour de Meyso)
- 2017 : Le salon de l'auto (sur la mixtape La vie augmente, Vol. 1 de Isha)
- 2017 : Aïe aïe aïe (avec Caballero, sur la mixtape A4637 de Fixpen Sill)
- 2017 : Mi-chemin (sur l'album Flip de Lomepal)
- 2017 : Cool Kids (avec Caballero feat. Alex Lucas & Anser, sur l'EP Cool Kids EP de Todiefor)
- 2017 : Ninjas et gargouilles (avec Caballero, sur l'album Les marches de l'empereur (Saison 3) de Alkpote)
- 2018 : Tosma (avec Caballero, sur la mixtape La vie augmente, Vol. 2 de Isha)
- 2018 : CQJVD (avec Caballero, sur la mixtape Soufflette de Obia le Chef)
- 2018 : Forêts (avec Caballero feat. Ogee Rodman, sur la mixtape Oui (tout, tout, tout, toutttte) de Yes Mccan)
- 2018 : Ça va bien s'passer (single de Flynt)
- 2018 : Clark Kent (avec Caballero, sur la mixtape Ma version des faits de Infinit')
- 2018 : X-Men (sur l'album Jeannine de Lomepal)
- 2019 : MMTMPS (single de Venlo)
- 2019 : Siri 2 (avec Caballero, sur la mixtape Capsule d'Ico)
- 2019 : Honey Henny (avec Caballero, sur la mixtape Fake Love de Di-Meh)
- 2019 : Les heures (avec Caballero feat. Senamo, sur la mixtape Navigue de F.L.O)
- 2019 : D.M.T (avec Caballero, sur la mixtape La Saison de Veust : Chapitre Printemps de Veust)
- 2019 : Make Way (sur l'album Fun Hours de Naive New Beaters)
- 2019 : Social club (avec Caballero, sur l'album La nuit du réveil de Oxmo Puccino)
- 2019 : Honey Henny (avec Caballero, sur la mixtape Fake Love de Di-Meh)
- 2019 : O&S (avec Caballero, sur l'album Fame de Lefa)
- 2019 : Easy (sur la mixtape Fleurs du mal de Senamo)
- 2019 : La famille Adam (avec Caballero, single de Vladimir Cauchemar)
- 2020 : Personne (sur la mixtape OSEF de Les Alchimistes)
- 2020 : Poumon d'or (avec Caballero, sur la mixtape Melon Soda de Senamo)
- 2020 : Sensation (sur l'EP TUNNEL VISION PRELUDE de Slimka)
- 2020 : Black Ops (feat. Slimka, sur la mixtape Toxcity d'Absolem)
- 2020 : Bla-bla-bla (avec Caballero, sur l'album aimée de Julien Doré)
- 2020 : Ça m'arrange (sur l'EP Logique, Pt. 2 de Limsa)
- 2021 : L'Italien (feat. Caballero, sur l'album Sunset 2000 de Dee Eye)
- 2021 : Réel (feat. Joe Pecci, sur le projet 1666 de Yami Corporation)
- 2021 : Diez (sur le projet INFINITE SUMMER de CestCalvin)
- 2021 : CHIMAY BLEUE (single de Kaboums)
- 2021 : Païens (avec Caballero, sur la mixtape ALL STAR GAME - Flying Sharks de Mani Deïz)
- 2022 : Écailles (feat. Tawsen, single de La Miellerie)
- 2022 : Nota Bene (avec Caballero, sur l'album Post Scriptum de Veerus)
- 2022 : Meilleur karaté (avec Caballero, sur l'album Labrador bleu d'ISHA)
- 2022 : JJ (sur l'album Solide de Kyo Itachi)
- 2022 : Pompe à essence (avec Caballero, sur l'album Gaz120 de Gaz120)
- 2022 : Jeff Panacloc (avec Caballero, sur l'album Latin Quarter, Pt. 1 d'Akhenaton & Nicholas Craven)
- 2022 : Byzance (avec Caballero, sur l'album Mange tes morts de Seth Gueko)
- 2022 : Will Smith (sur l'album OV3 de Di-Meh)
- 2022 : FAMILIE BOVEN ALLES (Remix) (feat. Absolem, Crapulax, Low-G, Veck, Fatih, DIKKE & Naga, single de STIKSTOF)
- 2023 : Cendres et poussières (avec Caballero, sur l'album LSDC d'Alkpote)
- 2023 : Déjà fait (sur l'album Todo Bien de Peet)
- 2023 : Zhar ( sur l'album Supernova de Bakari)

## Récompenses
- En 2017, JeanJass est élu Carolo de l’année, soit personnalité la plus influente de la ville de Charleroi[9].
- Il est élu octave "Musiques urbaines" aux côtés de Caballero lors des Octaves de la musique 2017.